# Volba izraelského prezidenta 2014

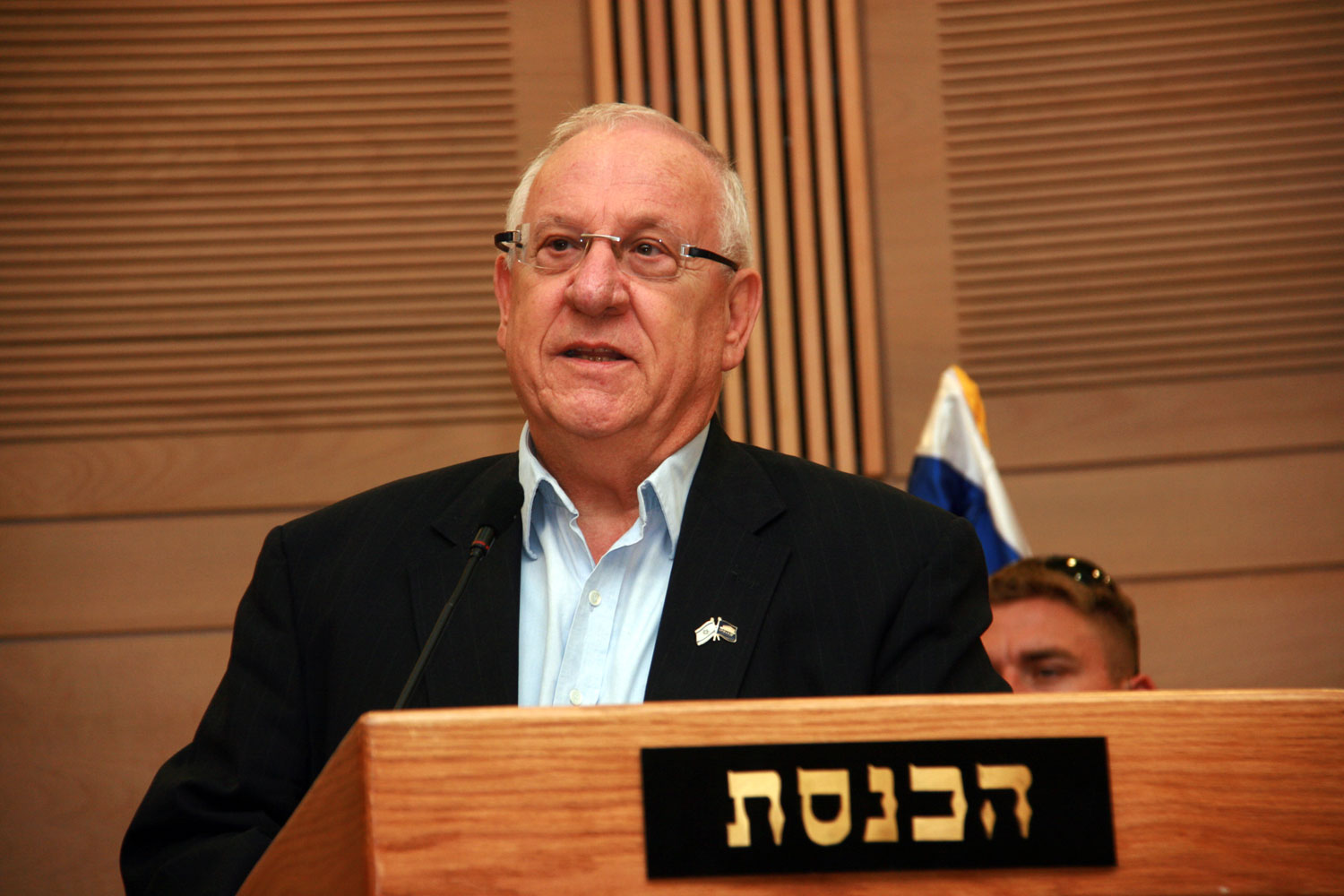
Kandidát Re'uven Rivlin

Volba izraelského prezidenta se v Knesetu uskutečnila 10. června 2014. Ve druhém kole v ní zvítězil bývalý předseda Knesetu a poslanec Likudu Re'uven Rivlin, který ve funkci vystřídal dosavadního 90letého prezidenta Šimona Perese, který se rozhodl, že nebude usilovat o druhé funkční období (to stávající legislativa ani neumožňuje; dle zákona vykonává prezident jedno sedmileté funkční období).

## Kandidáti
Předseda izraelského parlamentu (Knesetu) musí ze zákona oznámit datum konání voleb alespoň tři týdny před jejich konáním. Kandidáti, kteří o prezidentský úřad chtějí usilovat, se následně musí do voleb přihlásit a doložit seznam alespoň 10 poslanců, kteří je podporují (každý poslanec může podpořit pouze jednoho kandidáta). Týden před konání voleb oznámí předseda parlamentu kandidáty voleb.
Celkem se voleb zúčastnila pětice kandidátů, a to (řazeni abecedně):
- Dalia Dorner – bývalá soudkyně izraelského Nejvyššího soudu (1993–2004),
- Dalia Icik – bývalá předsedkyně Knesetu (2006–2009),
- Re'uven Rivlin – poslanec za stranu Likud, bývalý předseda Knesetu (2003–2006 a 2009–2013) a neúspěšný prezidentský kandidát v roce 2007,
- Daniel Šechtman – izraelský fyzik a nositel Nobelovy ceny za chemii,
- Me'ir Šítrit – poslanec za stranu ha-Tnu'a, bývalý ministr vnitra.

Původně kandidoval rovněž Benjamin Ben Eliezer, poslanec za Stranu práce a bývalý ministr izraelských vlád (mj. ministr obrany). Dne 7. června, tedy 3 dny před volbou, však oznámil, že z voleb odstupuje. Stalo se tak poté, co policie zahájila vyšetřování financování jeho telavivského bytu, které se zařadilo na seznam několika skandálů, které se v souvislosti s jeho jménem v posledních několika týdnech objevily.

## Výsledky
Pro výhru ve volbách je třeba získat nadpoloviční většinu ve 120členném Knesetu. V prvním kole se nikomu potřebných 61 hlasů získat nepodařilo. Dalia Dorner získala 13 hlasů, Dalia Icik celkem 28 hlasů, Re'uven Rivlin obdržel 44 hlasů, Me'ir Šítrit dohromady 31 hlasů a Dan Šechtman pouhý jeden hlas. Rozhodlo až druhé kolo, v němž Rivlin získal 63 hlasů.